# الكبيدة (لودر)

تعديل مصدري - تعديل

الكبيدة هي إحدى قرى عزلة زارة بمديرية لودر التابعة لمحافظة أبين، بلغ تعداد سكانها 119 نسمة حسب تعداد اليمن لعام 2004.